# Яблоновский, Станислав Станиславович
Князь Станислав Станиславович Яблоновский (пол. Stanisław Jabłonowski; 10 марта 1799 — 15 августа 1878) — польский аристократ, участник Ноябрьского восстания (1830—1831 гг.), один из основателей нефтяного промысла в Польше.

## Биография
Представитель польского магнатского рода Яблоновских герба Прус III. Второй сын сенатора-воеводы Царства Польского князя Станислава Павла Яблоновского (1762—1822) и Теодоры Валевской (ум. 1826). Старший брат — Антоний.
Станислав Яблоновский получил образование за границей, в аристократскм пансионе в Париже и школе пастора Герлаха в Швейцарии. Когда в 1815 году он вернулся на родину, то с трудом говорил по-польски.
В 1814 году на балу у матери молодой князь был представлен российскому императору Александру I Павловичу, где заявил о своём желании поступить на военную службу. В 1816 году сдал экзамены и был принят кадетом в артиллерийскую батарею конной артиллерии. Благодаря своему происхождению через два года был произведен в подпоручики. Конфликтовал с великим князем Константином Павловичем, наместником Царства Польского, и в 1821 году вышел в отставку.
В 1830 году после начала Ноябрьского восстания в Царстве Польском Станислав Яблоновский вернулся на военную службу и принял участие в вооруженном восстании. Служил в 4-й батареи легкоконной артиллерии. Участвовал в боях с русскими под Милозной (18 февраля 1831), в первом бою под Вавром (19 февраля) и под Гроховом (25 февраля), за которую 16 марта 1831 года получил золотой крест Virtuti Militari. После битвы под Гроховым получил чин капитана. 26 мая 1831 года участвовал в битве под Остроленкой.
Станислав Яблоновским стал шефом штаба при генерале Юзефе Беме, назначенном командиром польской артиллерии. Принимал участие в обороне Варшавы, во время которой командовал 2-й батареей легкоконной артиллерии.
Был автором мемуаров о Ноябрьском восстании 1830—1831 гг.
Станислав Яблоновский был одним из основателей нефтяного промысла. В 1852 году в пустом лесу в Сярах построил первую в мире нефтяную вышку. Рядом со своим дворцом в Кобылянке построил фабрику по производству асфальта.

## Семья
Станислав Яблоновский был дважды женат. В 1825 году женился на Марии Гонзаге-Мышковской-Виельгорской. В 1875 году в возрасте 76 лет вторично женился на своей теще Ванде Оссолинской. Не оставил после себя детей. С его смертью угасла старшая ветвь Яблоновских, находившаяся в российском подданстве.